# G7 (Zeitung)
G7 (auch G7 – Die Stadtzeitung) war eine österreichische Sonntagszeitung, die ab April 2010 bis zu ihrer Einstellung im Frühjahr 2013 erschien und über die Kleine Zeitung durch die Styria Media Group als Gratiszeitung vertrieben wurde.
Die Erstausgabe der am 11. April 2010 erschienenen Zeitung hatte eine Auflage von 197.000 Stück.

## Geschichte
Zwei Jahre nach dem letzten missglückten Versuch brachte die Styria Media Group am 11. April 2010 erstmals die Sonntagszeitung G7 heraus. Die für junge und urbane Menschen im Großraum Graz gemachte Zeitung setzte dabei auf die Zielgruppe der 25- bis 39-Jährigen. Das Medium im Tabloid-Format wurde Kleine Zeitung-Abonnenten wie Nicht-Abonnenten im Ballungsraum Graz gratis per Post zugestellt und hatte anfangs eine Auflage von 197.000 Stück. Das in die drei Bereich Stadtgespräche, Stadtleben und Stadtmenschen aufgeteilte Gratisblatt, das sich thematisch auf urbane Themen, Informationen und Services wie Event- und Kulturtipps und Kurzkritiken konzentrierte und rund 48 Seiten umfasste, sollte optisch jünger und urbaner als die Kleine Zeitung erscheinen. Die von KircherBurkhardt in Zusammenarbeit mit dem Art Director der Kleinen Zeitung, Gerhard Treffkorn, gestaltete Stadtzeitung wurde von einem Redaktionsteam rund um Didi Hubmann und Bernd Hecke betreut. Die Zeitung wurde am 11. April 2010 vor rund 300 geladenen Gästen im Rahmen eines G7-Brunchs in der Grazer Aiola City vorgestellt.
Der Internetauftritt der Zeitung, www.kleinezeitung.at/g7, sollte langfristig zu einem „Stadtportal“ für Graz ausgebaut werden, wobei aber auch Facebook als zusätzlicher Kanal genutzt wurde. Die begleitende Plakatkampagne stammte von der Wiener Werbeagentur CCP, Heye, die noch im selben Jahr von DDB übernommen wurde. Anlässlich des ersten Jahres des Erscheinens der Sonntagszeitung veranstaltete die Stadtzeitung der Kleinen Zeitung im April 2011 einen Street Day am Grazer Hauptplatz. Zwei Mal fand unter den G7-Lesern die Wahl zum G7 Grazer des Jahres statt. Im Frühjahr 2013 erschien G7 zum letzten Mal.